# Julio Riscal
Julio Riscal, nome d'arte di José Antonio Nieto Martín (Madrid, 12 luglio 1928 – Salamanca, 13 novembre 2008), è stato un attore spagnolo.

## Biografia
Dopo gli studi alla Escuela Superior de Arte Dramático, debuttò sui palcoscenici teatrali nel 1948 con la compagnia di Ana Adamuz nello spettacolo La infanzona di Jacinto Benavente. Sul grande schermo aveva iniziato a recitare quattro anni prima, con una piccola parte in Mi fantastica esposa diretto da Eduardo Garcia Maroto.
Il suo periodo di massimo splendore nel cinema spagnolo coincide tra il 1951 e il 1964, quando crea il personaggio dell'ometto gioviale, grassottello e dalle movenze goffe che ripropone in molte pellicole. Tra i film a cui partecipa, María Morena (1951), di José María Forqué, La patrulla (1954), di Pedro Lazaga, Mio zio Giacinto (1956), di Ladislao Vajda, El hombre que viajaba despacito (1957), di Joaquín Luis Romero Marchent, La Reina del Tabarín (1960), di Jesús Franco e Hombres y mujeres de blanco (1961), di Enrique Carreras. Partecipa anche a diverse pellicole nel cinema italiano, recitando con Silvana Pampanini, Marcello Mastroianni, poi con Alberto Sordi e Vittorio De Sica in Il conte Max (1957), dove ha il ruolo dell'aiutante del giornalaio, e infine con Giorgio Simonelli in tre film accanto a Raimondo Vianello e Ugo Tognazzi.
Negli anni sessanta comincia a diradare le sue apparizioni cinematografiche per dedicarsi al teatro di rivista in spettacoli come Todos contra todos, insieme a Tony Leblanc e Juanito Navarro, e alla televisione, dove partecipò a diverse serie di telefilm a partire dal 1967, ottenendo grande popolarità nel 1979 nella versione spagnola del programma Fantastico, condotto da José María Íñigo, dove impersona un personaggio stravagante chiamato El Conseguidor, e nella serie Clase media (1987), con Antonio Ferrandis. L'ultima sua apparizione avvenne in alcuni episodi di Cuéntame (2003).
Muore a Salamanca, in Castiglia, nel novembre del 2008 all'età di 80 anni.

## Filmografia parziale
- La principessa delle Canarie, regia di Paolo Moffa (1953)
- La patrulla, regia di Pedro Lazaga (1954)
- Mio zio Giacinto (Pepote), regia di Ladislao Vajda (1956)
- Il conte Max, regia di Giorgio Bianchi (1957)
- Quattro alla frontiera (Cuatro en la frontera), regia di Antonio Santillán (1958)
- L'eretico (El hereje), regia di Francisco de Borja Moro (1958)
- Marinai, donne e guai, regia di Giorgio Simonelli (1959)
- Noi siamo due evasi, regia di Giorgio Simonelli (1959)
- L'ultimo attacco (La fiel infanteria), regia di Pedro Lazaga (1960)
- Totò, Fabrizi e i giovani d'oggi, regia di Mario Mattoli (1960)
- I tromboni di Fra' Diavolo, regia di Giorgio Simonelli (1962)

## Doppiatori italiani
- Riccardo Billi in Il conte Max
- Raffaele Pisu in Marinai, donne e guai
- Gianfranco Bellini in Noi siamo due evasi